# جيمس مارتن (كاتب)
جيمس مارتن (بالإنجليزية: James Martin)‏ هو قسيس وصحفي وكاتب أمريكي، ولد في 29 ديسمبر 1960 في Plymouth Meeting, Pennsylvania ‏ في الولايات المتحدة.